# Madonna: Tears of a Clown

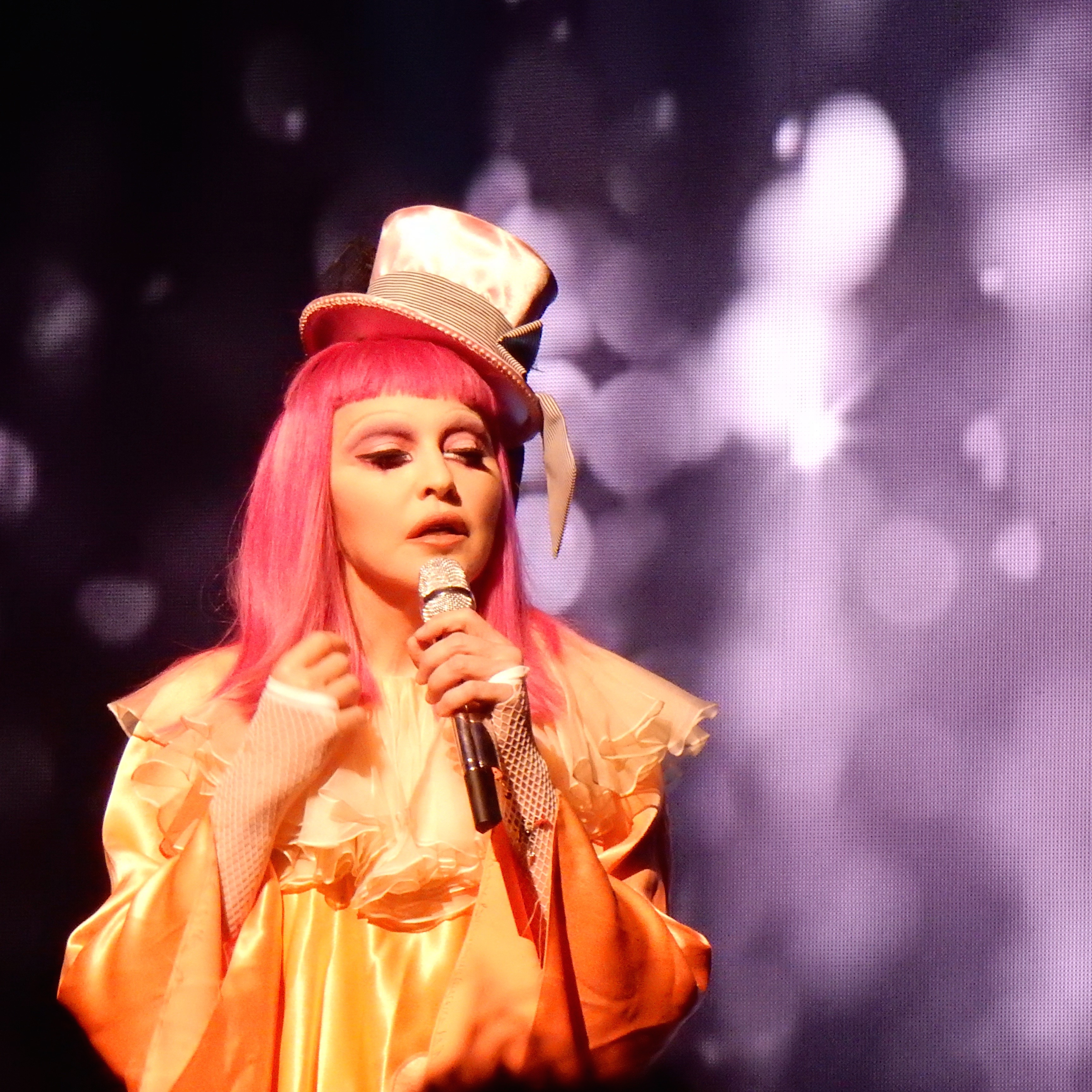
Madonna durante la realización del concierto en Melbourne.

Madonna: Tears of a Clown fueron dos conciertos realizados por la cantante estadounidense Madonna. El primer espectáculo se llevó a cabo en el Forum Theatre de Melbourne, Australia el 10 de marzo de 2016. La artista no había incluido al país durante sus últimas cinco giras hasta el Rebel Heart Tour (2015-2016), por lo que decidió crear esta presentación para sus fanáticos australianos a modo de recompensa por su largo tiempo de espera. Los boletos estuvieron disponibles a través de su club oficial de fan llamado Icon, siendo boletos gratuitos pero intransferibles porque llevaban el nombre impreso de la persona.
Tears of a Clown se compone de interpretaciones acústicas de las canciones de Madonna mientras ella viste como payasa e intercala el espectáculo con chistes y anécdotas. Ella explicó que la idea detrás de la presentación fue el combinar la música con una narración de historias inspirada en los payasos. El espectáculo original recibió críticas positivas por parte de la prensa, quienes elogiaron la naturaleza confesional de su actuación, además de la elección de canciones y la comedia de la misma. Varios medios centraron también su atención de que había llegado tarde y borracha, pero la artista desmintió los reportes llamándolos falsos y sexistas.
Madonna revivió el espectáculo con la actuación del 2 de diciembre de 2016 en el Faena Forum de Miami, en colaboración con Art Basel y dirigido por James Corden. El evento esta vez, era realizar una gala de beneficios con el fin de subastar recuerdos para recaudar fondos a favor de su fundación Raising Malawi. Los boletos tuvieron un precio elevado y los artículos subastados incluyeron algunos vestidos que la artista utilizó en sus giras, parte de la colección de arte de la cantante así como fotografías de su boda con Sean Penn. En total, se recaudó unos 7,3 millones de dólares. Al evento asistieron varias personalidades como Penn y Ariana Grande.

## Antecedentes

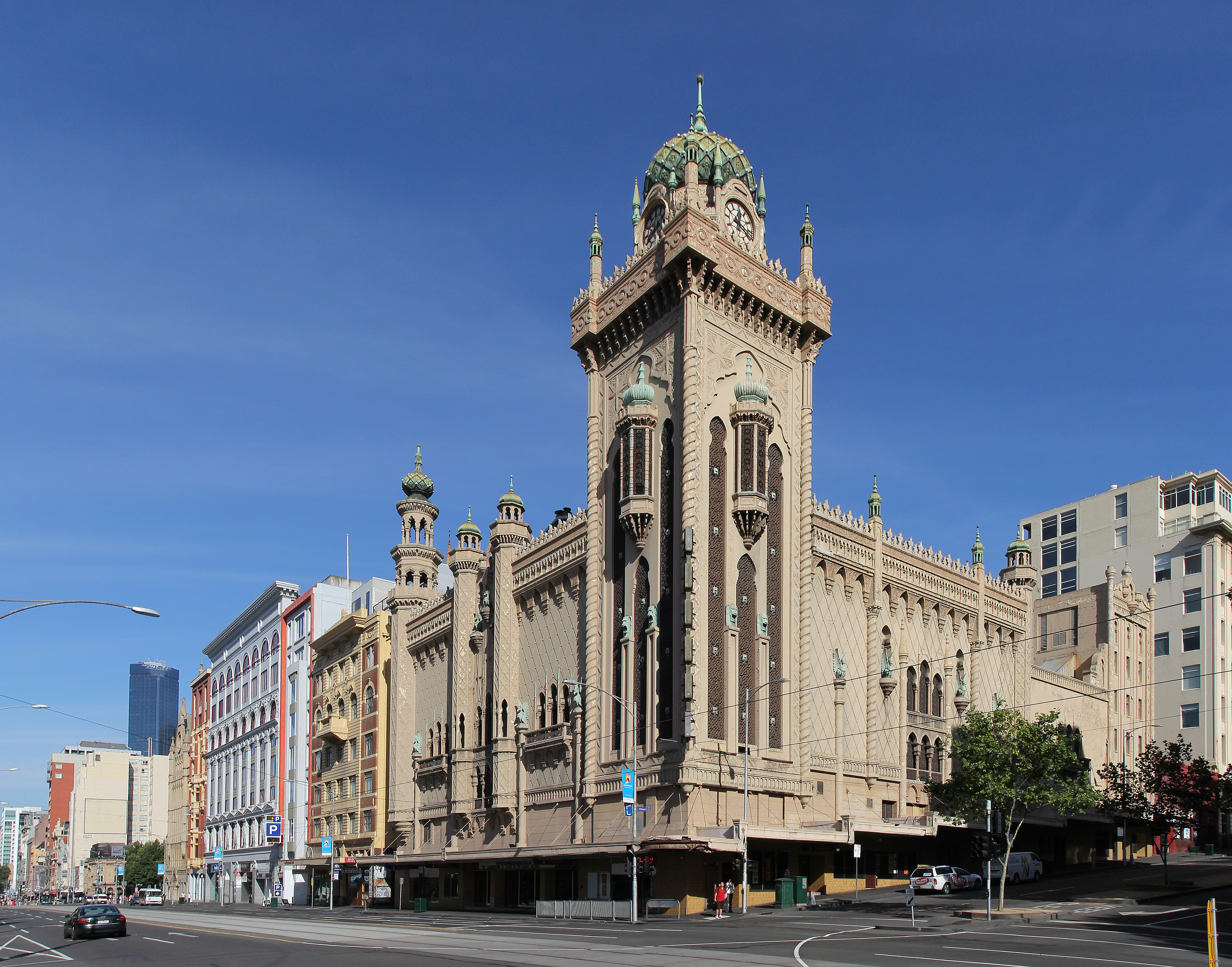
El Forum Theatre donde tuvo lugar el espectáculo.

Madonna se presentó por última vez en Australia con su cuarta gira de conciertos The Girlie Show World Tour realizada en 1993. El país no fue incluido en el repertorio de sus próximas cinco giras hasta que la cantante publicó su decimotercer álbum de estudio, Rebel Heart (2015). Así, para promocionar el disco anunció el Rebel Heart Tour y confirmó el recorrido de la gira por la nación y de Nueva Zelanda por primera vez. Además, antes de llegar a dar el concierto en Australia, anunció un espectáculo adicional para el 10 de marzo de 2016 en el Forum Theatre de Melbourne. Este show fue anunciado como un concierto íntimo y descrito por la cantante como una fusión de música, arte y comedia. Se le llamó Madonna: Tears of a Clown y fue creado para sus fanáticos australianos en recompensa a su largo tiempo de espera por una gira suya en la nación, que fueron en total 23 años. Durante la realización del espectáculo, la artista explicó:

«He tenido esta idea en la cabeza de este espectáculo Tears of a Clown, que es una combinación de música y narración. Porque al final del día pienso en mí misma como una narradora de historias. Pero es áspera como la mierda, así que tengan paciencia conmigo. Quería hacer algo especial para Australia, ya que han sido tan pacientes y esperé tanto tiempo para poder presentarme en este lugar».

Días previos al concierto, Madonna hizo varias referencias a payasos en su cuenta de Instagram, incluyendo un clip de poca duración donde ella estaba montada en un pequeño triciclo. Los boletos se pusieron a disposición para un selecto público a través del club oficial de fan de la artista llamado Icon. Los ganadores fueron anunciados en Madonna.com y por medio de la página web del promotor de concierto, Telstra. Fueron entradas gratuitas pero no transferibles ya que aparecía impreso en ellos el nombre de la persona ganadora, aunque tenían la categoría de una admisión general en el Forum Theatre con capacidad máxima de 1,500 asistentes. Con la producción, diseño y montaje de la pasarela, el lugar se hizo más pequeño. Antes de dar comienzo al espectáculo, The Sydney Morning Herald reportó que los asistentes comenzaron a hacer fila delante del recinto mientras Madonna ensayaba. Las imágenes y canciones ensayadas se filtraron a través del sitio Drownedmadonna.com mientras la cantante y su mánager Guy Oseary posteron fotos a través de Instagram. Tears of a Clown fue confirmado para ser grabado y lanzado junto al DVD del Rebel Heart Tour.

## Sinopsis

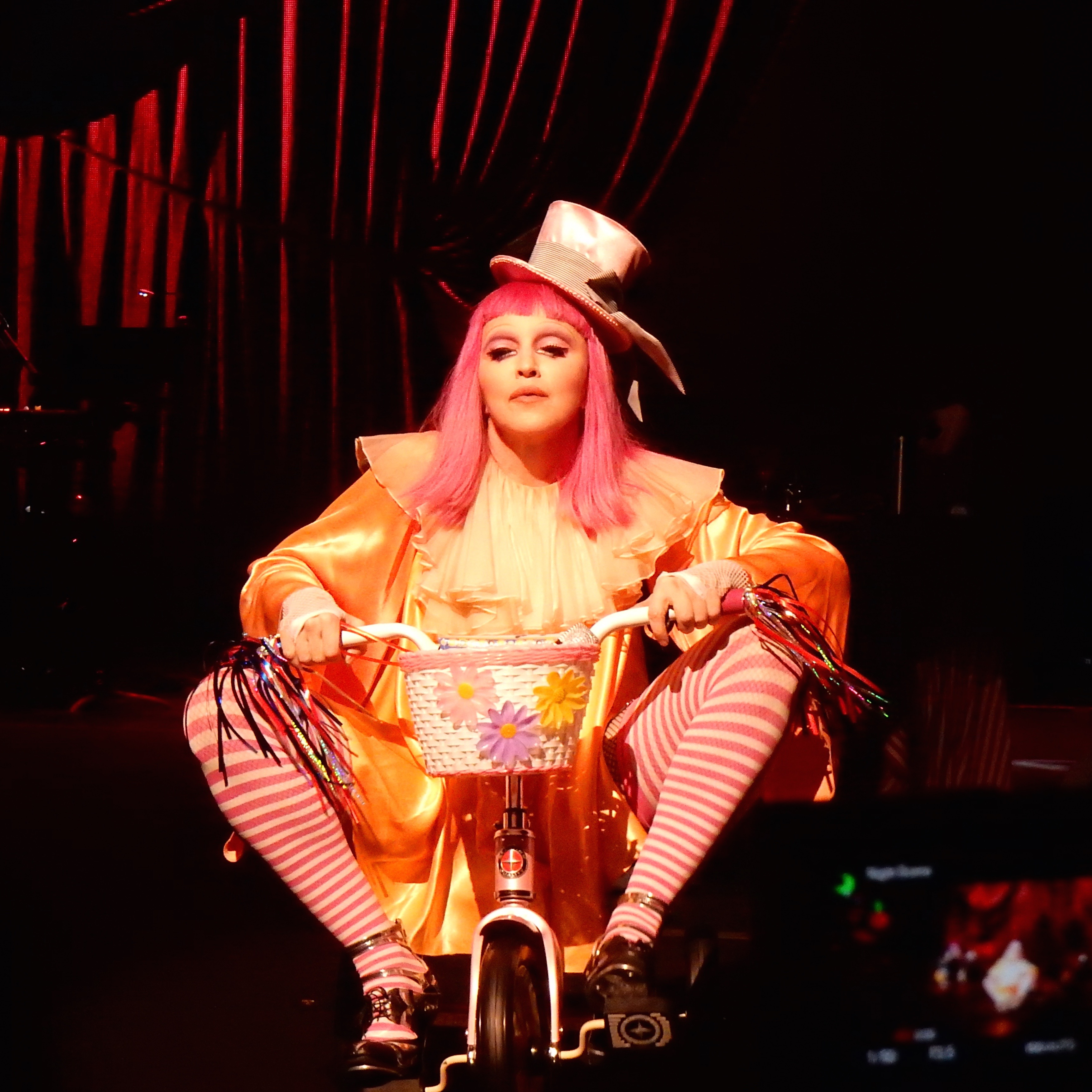
Madonna abrió el show entrando en el escenario en un triciclo y vestida como payasa.

La hora de inicio para el espectáculo fue planeada a las 8:30 p. m. Sin embargo, se empezó hasta la medianoche, ya que Madonna ensayó durante la hora planificada.
El espectáculo comenzó con Madonna apareciendo en el escenario en un traje de payaso que incluía un vestido rosa y amarillo ondulado mientras montaba un triciclo. Finalmente, se acercó a la audiencia y cayó del triciclo después de conversar y lanzarles caramelos. Luego, comenzó a cantar «Send in the Clowns» de Stephen Sondheim, escrito originalmente para el musical de 1973, A Little Night Music con imágenes de películas de Charlie Chaplin exhibidas en el telón de fondo. Continuó con su tema «Drowned World/Substitute for Love» mientras estaba de pie en el centro. Las cuatro canciones siguientes fueron «X-Static Process», una versión del tema «Between the Bars» de Elliot Smith, «Nobody's Perfect» y «Easy Ride» mientras Madonna se unía a la banda sentándose con su guitarra. Todas estas canciones mostraban de fondo videos con temáticas cirquense. Acto seguido, Madonna interpretó el tema «Intervention» mientras mostraba de fondo una imagen de su hijo Rocco. La artista se refirió a la custodia legal con su exmarido Guy Ritchie sobre Rocco.
Las siguientes canciones que Madonna interpretó en versión acústica fueron «I'm so Stupid», «Paradise (Not for Me)», «Joan of Arc» y «Don't Tell Me». Antes de interpretar el siguiente tema, «Mer Girl», la artista explicó que una vez que estaba en la casa de su padre, visitó el lugar donde su madre fue enterrada. El sitio, lleno de maleza, se convirtió en una inspiración para componer esta canción. Entonces Madonna cantó una versión acústica de «Borderline» y «Take a Bow». La última canción fue «Holiday» que la interpretó como el encore del espectáculo tocando el ukulele acompañada por su banda y bailarines vestidos de payasos.

## Respuesta de la crítica

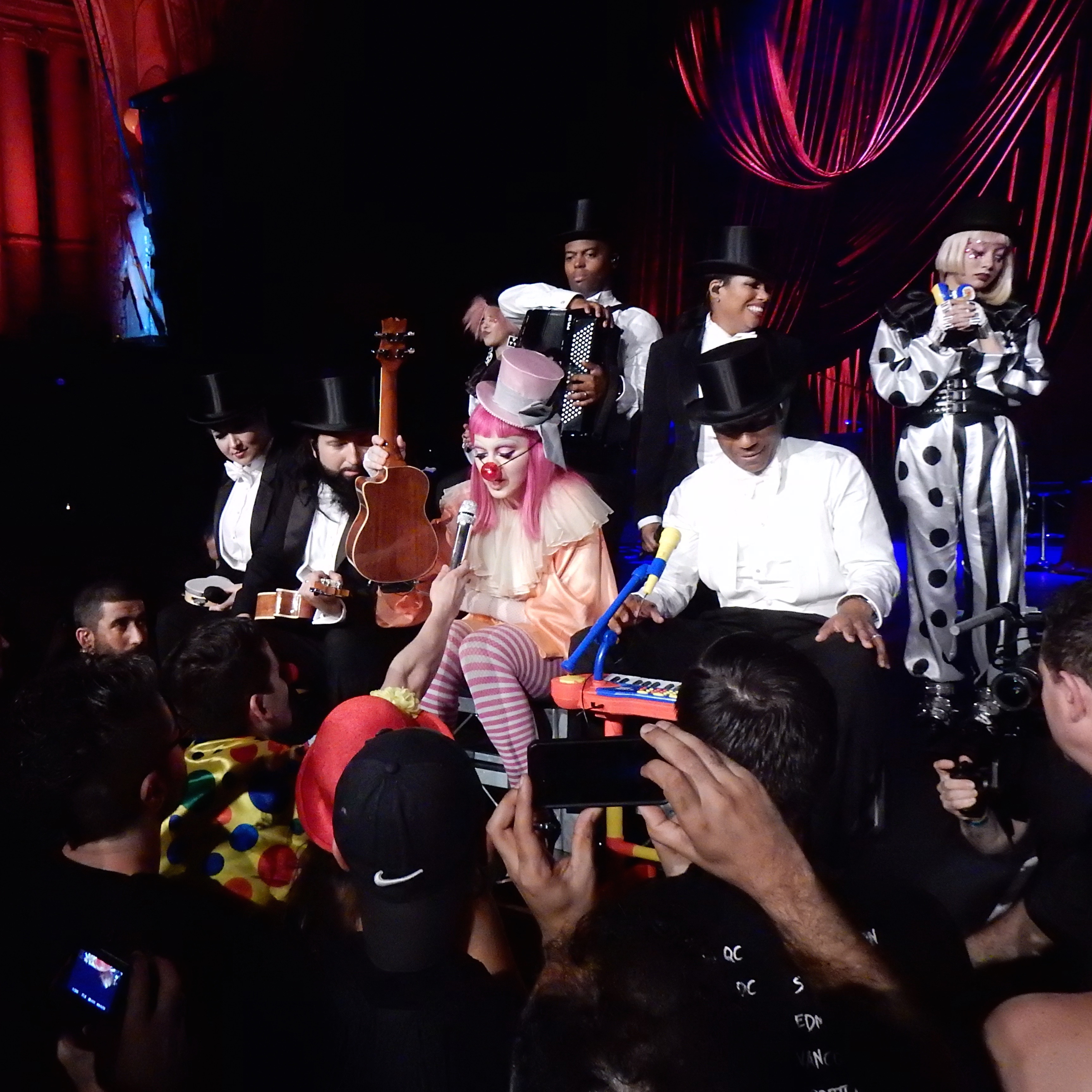
Madonna tocando el ukulele mientras interpreta «Holiday», encore del espectáculo.

Cameron Adams del sitio News.com.au escribió que «Madonna vertió gran parte de tristeza en su show íntimo de dos horas al mostrar emotivas interpretaciones de sus éxitos con chistes y bromas descaradas». En otra revisión, Adams señaló que Tears of a Clown era el «tipo de cosas que nunca pensaste que verías de una superestrella». El autor felicitó los chistes de Madonna, las conversaciones sobre su vida mientras interpretaba sus canciones por ser «crudo y vulnerable» a la vez que confesó era algo «fascinante y difícil de ver». El escritor Nick Levine para The Independent señaló que la artista «probó sus habilidades de comedia en vivo con una serie de chistes atrevidos y aprovechó la oportunidad de mostrar su controversial sentido de la moda». Debbie Cuthbertson de The Sydney Morning Herald en una reseña positiva destacó que la «reina del autocontrol parecía relajada bebiendo Cosmopolitan mientras hablaba entre sus canciones». Cuthbertson alabó la elección del Forum Theatre como lugar inspirado donde la audiencia iluminó a Madonna para mostrar todos sus delicados encantos.
Lachlan Kanoniuk, crítico musical de The Guardian, notó los chistes y las anécdotas obscenas que Madonna compartió en el escenario. Describió el espectáculo como una «extraña mezcla del estilo vodevil antiguo» con chistes obscenos y un mal juego de palabras; algunos de ellos sobre payasos [o] chistes de sexo que eran realmente malos, pero ella tenía una gran entrega cómica». Kanoniuk comparó el espectáculo con Piano & A Microphone Tour de Prince y la felicitó cuando cantó «Between the Bars» al interpretarla «sin cambios de vestuario, sin movimientos de bailes muy sincronizados, solo Madonna tocando una guitarra acústica y mostrando su alma en el escenario». Francis Gibb de The Times encontró la interpretación de Madonna con «Intervention» como un momento íntimo y «desnudo» para la artista debido a la batalla legal sobre su hijo Rocco. Jon Lisi de PopMatters observó que a diferencia del Rebel Heart Tour, Madonna tenía «algo que decir» con el espectáculo de Tears of a Clown. Sin embargo, el autor señaló estar confuso si Madonna estaba siendo vulverable como un payaso o era que estaba «troleándonos». Citando el momento en que interpretó «Intervention» para Rocco, Lisi explicó que «por supuesto que ella ama a su hijo, pero tal vez aquí fue menos acerca de su dolor y más sobre la explotación de la prensa sobre su dolor». El espectáculo se hizo más íntimo con cada canción y anécdota personal. Lisi explicó que el espectáculo tenía la capacidad de «representar un punto de transición en la carrera de Madonna», aunque el propósito aún no estaba claro concluyó.
Después de que el espectáculo finalizara, varios medios de comunicación informaron que Madonna podría haber estado ebria durante la actuación. Madonna criticó estos informes, respondiendo: «Gracias por apoyarme. Es una pena que la gente no reconozca el arte de la actuación y de interpretar un personaje. Nunca daría uno de mis conciertos borracha o drogada. Y sí, detrás de todo esto se esconde el sexismo y la misoginia, lo que demuestra que no solo no nos pagan igual que a los hombres, además se nos trata como a herejes si nos salimos de las convenciones sociales y pensamos de otra forma. El sexismo sigue vivito y coleando, pero yo vivo para el amor».

## Madonna: Tears of a Clown (Miami)

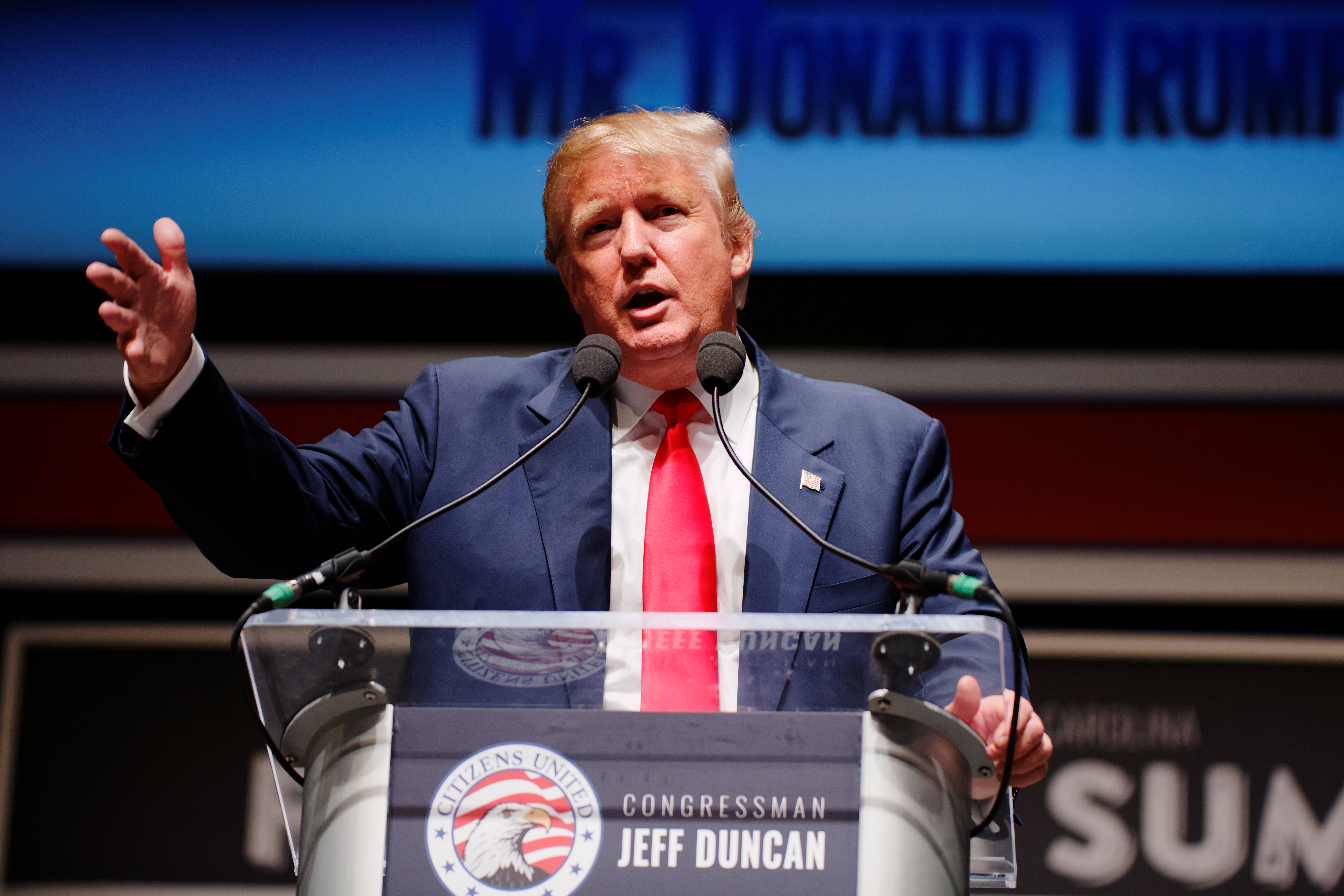
El presidente electo de los Estados Unidos, Donald Trump fue criticado por Madonna durante el evento a quién le dedicó el tema «Toxic».

En octubre de 2016, Madonna anunció sus planes de colaborar con Art Basel para revivir el espectáculo Tears of a Clown, en una gala benéfica el 2 de diciembre de 2016 en el Faena Forum de Miami. La localidad fue desarrollada por el hotelero y promotor inmobiliario argentino Alan Faena, y el espectáculo coincidió con la apertura del foro. El concierto se desarrolló junto a una subasta de arte y una cena en beneficio de la fundación de Madonna, Raising Malawi para apoyar sus proyectos como Mercy James Pediatric Surgery Hospital en Malaui así como iniciativas de arte y educación para los niños pobres del país. La propia artista subastó parte de su colección de arte, así como fotos nunca antes vistas de su matrimonio con el actor Sean Penn, obra de Herb Ritts. Los boletos tuvieron un coste elevado, con 5,000 dólares los más baratos hasta 150,000 dólares los más caros con preferencia Vip.
Madonna recibió ayuda de su hijo David Banda, quien fue adoptado por la cantante en Malaui. Banda presentó a su mamá y dijo a la audiencia sobre lo «afortunado» que era. Tears of a Clown duró más de una hora. En él, Madonna también dio sus opiniones sobre las Elecciones presidenciales de Estados Unidos de 2016 y también criticó al presidente electo, Donald Trump. Una de las nuevas canciones incluidas en la lista fue «Toxic» de Britney Spears. Madonna la cantó lentamente, mientras aparecían imágenes de Trump en los fondos de video; la cantante dijo: «¿Sabes que eres tóxico?». La artista también habló sobre los indígenas americanos y las protestas Dakota Access Pipeline para luego interpretar «American Life». Las otras canciones interpretadas fueron «Express Yourself», «Beautiful Stranger» y «Don't Tell Me». Durante la interpretación de «Holiday», un fanático tuvo la oportunidad de tomar el micrófono de Madonna mientras ella tocaba el ukelele y cantaba, así como otro aficionado había donado 150,000 dólares a cambio de un beso de la cantante. En total, esa noche Madonna recaudó unos 7,5 millones de dólares.

## Lista de canciones
Melbourne:
1. «Send in the Clowns»
2. «Drowned World/Substitute for Love»
3. «X-Static Process»
4. «Between the Bars» (versión de Elliott Smith)
5. «Nobody's Perfect»
6. «Easy Ride»
7. «Intervention»
8. «I'm So Stupid»
9. «Paradise (Not for Me)»
10. «Joan of Arc»
11. «Don't Tell Me»
12. «Mer Girl»
13. «Borderline»
14. «Take a Bow»
15. «Holiday»

Miami:
1. «Send in the Clowns»
2. «Like it or Not»
3. «Toxic» (versión de Britney Spears)
4. «I'm so Stupid»
5. «Beautiful Stranger»
6. «Easy Ride»
7. «American Life»
8. «Don't Tell Me»
9. «Express Yourself»
10. «Holiday»

## Espectáculos
| Fecha                  | Ciudad    | País           | Lugar         | Asistencia |
| ---------------------- | --------- | -------------- | ------------- | ---------- |
| 10 de marzo de 2016    | Melbourne | Australia      | Forum Theatre | 1,500      |
| 2 de diciembre de 2016 | Miami     | Estados Unidos | Faena Forum   | 500        |